# روي هالبن
روي هالبن هو لاعب هوكي الجليد كندي، ولد في 18 أكتوبر 1955 في مدينة كيبك في كندا.

## وصلات خارجية
- روي هالبن على موقع EliteProspects.com (الإنجليزية)
- روي هالبن على موقع HockeyDB.com (الإنجليزية)